# Näljänkä kyrka
Näljänkä kyrka (finska: Näljängän kirkko) är en kyrka i Näljänkä i Suomussalmi. Den planerades av Esko Laitinen, och blev klar år 1981.